# 1959 en musique classique
| \| • Retour à la chronologie générale de la musique classique • \| |
| Grèce • Rome • Haut Moyen Âge • VIIIe siècle • IXe siècle • Xe siècle • XIe siècle XIIe siècle • XIIIe siècle • XIVe siècle • XVe siècle • XVIe siècle • XVIIe siècle XVIIIe siècle • XIXe siècle • XXe siècle • XXIe siècle |
| • Retour à la chronologie générale de la musique classique • |

| Années en musique classique : 1956 - 1957 - 1958 - 1959 - 1960 - 1961 - 1962    |
| Décennies en musique classique : 1920 - 1930 - 1940 - 1950 - 1960 - 1970 - 1980 |

## Événements

### Créations
- 6 février : La Voix humaine de Poulenc, créé salle Favart à Paris avec la soprano Denise Duval.
- février : la Symphonie no 2 de Lennox Berkeley, créée par le City of Birmingham Symphony Orchestra dirigé par Andrzej Panufnik.
- 15 mars : la Symphonie no 7 de Karl Amadeus Hartmann, créée par Hans Schmidt-Isserstedt à Hambourg.
- septembre : le Concerto pour violon no 5 de Paganini, reconstitué par Frederico Mompellio, créé par Franco Gulli.
- 4 octobre : le Concerto pour violoncelle no 1 op.107 de Chostakovitch, créé par Mstislav Rostropovitch à Moscou.
- 10 novembre : Carmen de Georges Bizet, créé au Théâtre National de l'Opéra (Palais Garnier) sous la présidence du Général de Gaulle (gala présidentiel), dans la mise en scène de Raymond Rouleau et avec Jane Rhodes dans le rôle-titre.
- 25 novembre : Les minutes heureuses, symphonie no 6 de Matthijs Vermeulen, créée à Utrecht.

#### Date indéterminée
- György Kurtág compose son Quintette à vent et son Quatuor à cordes op. 1.

### Autres
- 1er janvier : concert du nouvel an de l'orchestre philharmonique de Vienne au Musikverein, dirigé par Willi Boskovsky.

- 13 novembre : Premier concert donné par l'Academy of St Martin in the Fields.
- Fondation du Quintette Marie-Claire Jamet.
- Fondation du Trio à cordes français.
- Fondation de l'Orchestre de chambre de Saint Paul.
- Fondation de l'Orchestre symphonique de Milwaukee.

## Prix
- Heinz Holliger obtient le 1er prix de hautbois du Concours international d'exécution musicale de Genève.
- Jaime Laredo obtient le 1er prix de violon du Concours musical international Reine Élisabeth de Belgique.
- Toyoaki Matsura remporte le concours Long (piano) et György Pauk le concours Thibaud (violon).
- Igor Stravinsky reçoit le prix musical Léonie-Sonning.
- Johannes Driessler reçoit le Prix Hans-Werner-Henze.

## Naissances

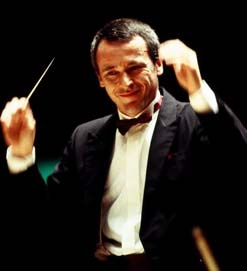
Pascal Verrot

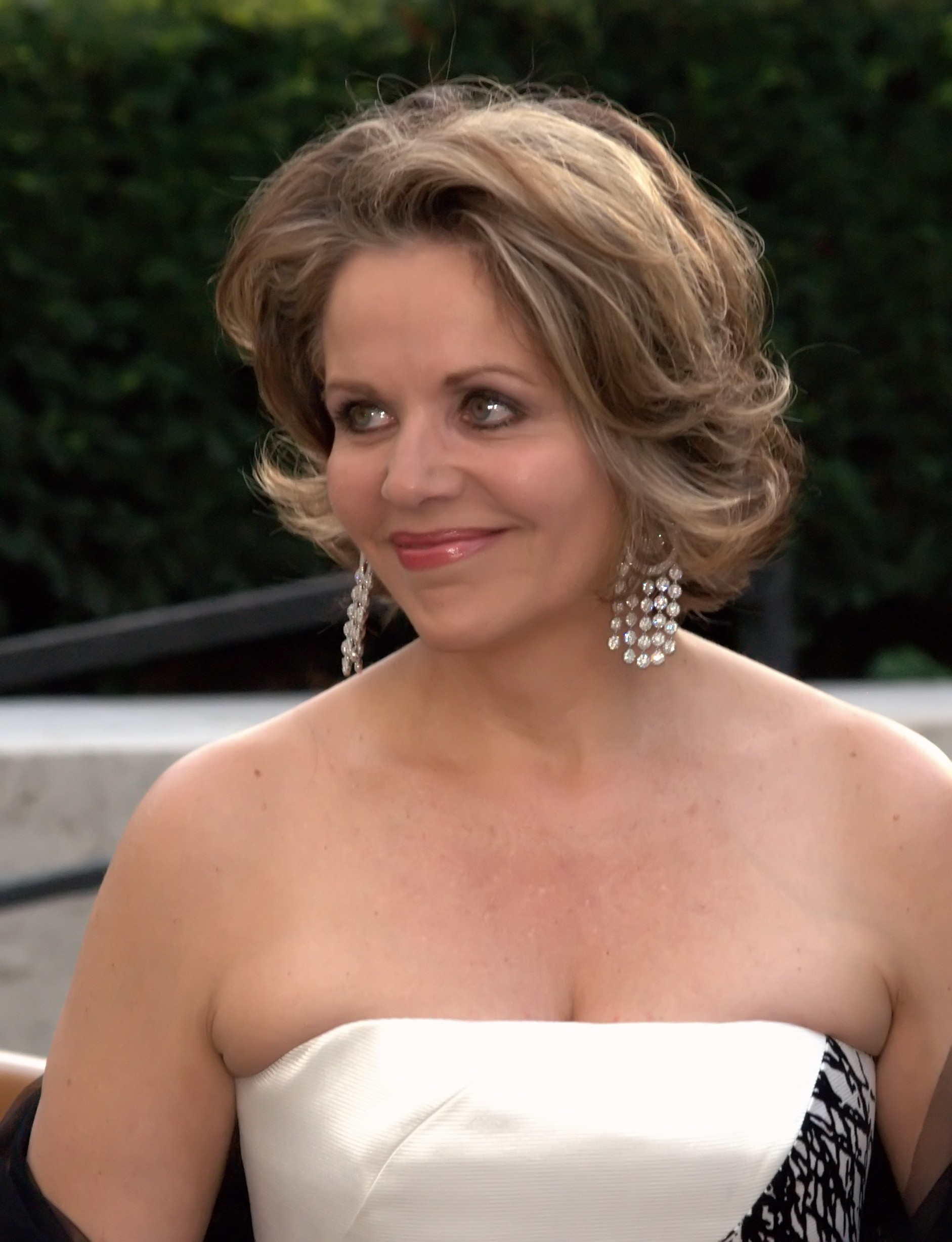
Renée Fleming

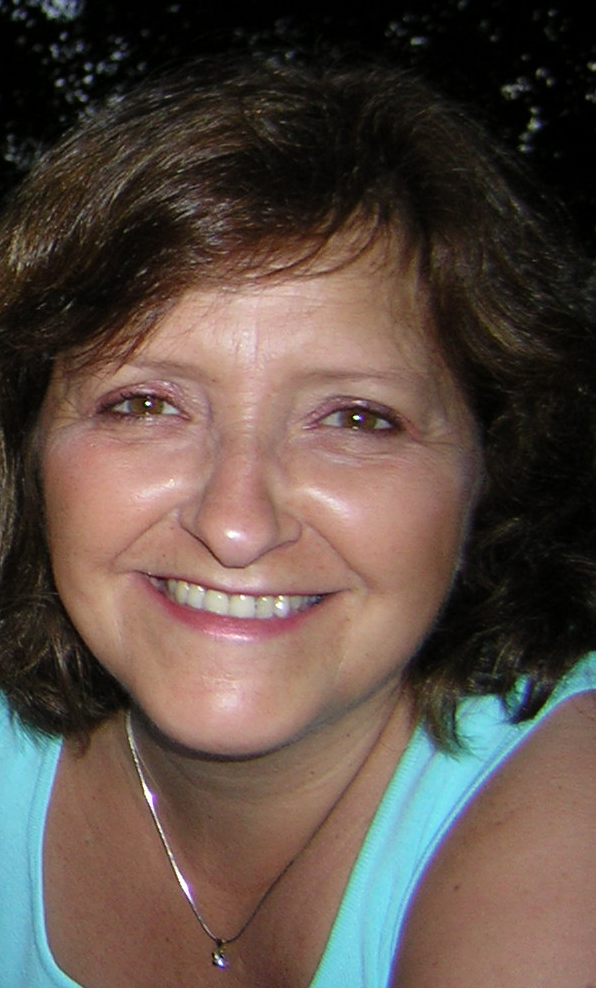
Hélène Fortin

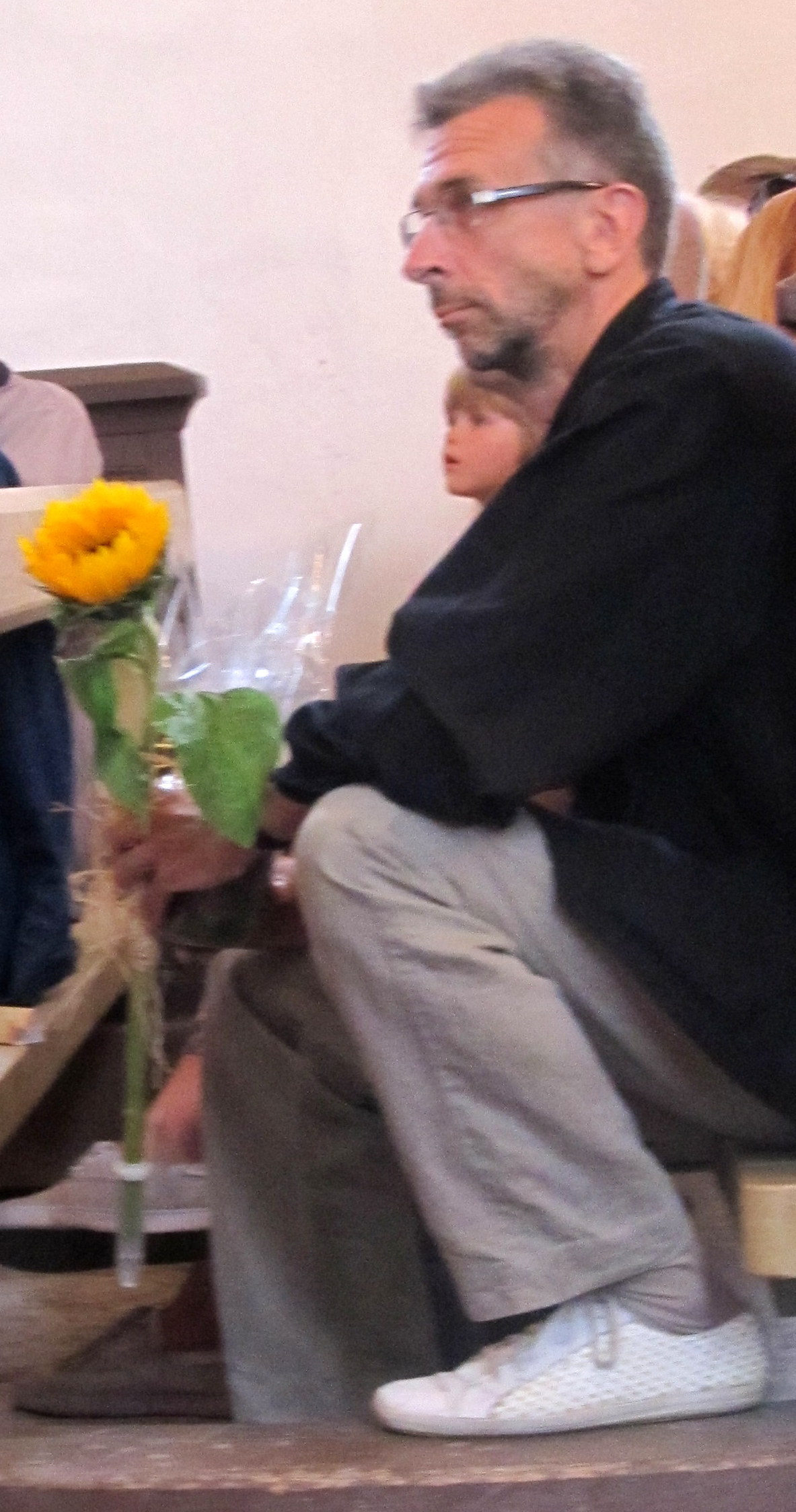
Erkki-Sven Tüür

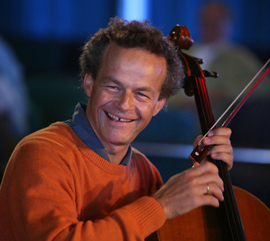
Dominique de Williencourt

- 6 janvier : Ielena Kouchnerova, pianiste russe.
- 9 janvier : Pascal Verrot, chef d'orchestre français.
- 17 janvier : Fabio Luisi, chef d'orchestre italien.
- 29 janvier : Elizabeth Norberg-Schulz, chanteuse d'opéra soprano italienne.
- 11 février : Jun Märkl, chef d'orchestre allemand.
- 12 février : Gabriel Thibaudeau, pianiste et chef d'orchestre québécois.
- 14 février : Renée Fleming, soprano américaine.
- 25 février : Jean-François Antonioli, pianiste, chef d'orchestre et enseignant vaudois.
- 27 février : Frédéric Durieux, compositeur et pédagogue français.
- 1er mars : Douglas Boyd, hautboïste et chef d'orchestre britannique.
- 4 mars : Antonio Vilardi, compositeur, pianiste, et musicologue italien.
- 5 mars : Michael Heinemann, musicologue allemand.
- 11 mars : Rod Gilfry, chanteur d'opéra américain, baryton.
- 12 mars : Catherine Dubosc, soprano française.
- 15 mars : Peter Ablinger, compositeur autrichien († 17 avril 2025).
- 27 mars : Raimondo Inconis, contrebassoniste italien.
- 30 mars : Sabine Meyer, clarinettiste allemande.
- 1er avril : Christian Thielemann, chef d'orchestre allemand.
- 2 avril : Yves Henry, pianiste français.
- 24 avril : Jan Lewtak, violoniste et chef d'orchestre polonais.
- 27 avril : Louis Lortie, pianiste québécois.
- 3 mai : Shigeru Kanno, compositeur et chef d'orchestre japonais.
- 13 mai : Roger Muraro, pianiste français.
- 14 mai : Anthony Girard, compositeur français.
- 19 mai : Mūza Rubackytė, pianiste lituanienne.
- 22 mai : Adrian McDonnell, chef d'orchestre franco-américain.
- 23 mai : Jean-Luc Perrot, organiste, compositeur et musicologue français.
- 30 mai : Christine Obermayr, mezzo-soprano et musicologue allemande.
- 6 juin : Laurent Martin, compositeur français de musique contemporaine.
- 18 juin : Brigitte Balleys, chanteuse mezzo-soprano suisse.
- 20 juin : Louise Bessette, pianiste québécoise.
- 23 juin : Christoph Spering, chef d'orchestre allemand.
- 24 juin : Ievgueni Zarafiants, pianiste russe.
- 2 juillet : Hélène Fortin, chanteuse soprano lyrique colorature canadienne-française († 26 octobre 2008).
- 3 juillet : Henrik Löwenmark, pianiste suédois.
- 16 juillet : James MacMillan, compositeur et chef d'orchestre écossais.
- 17 juillet : Salvador Brotons i Soler, compositeur et chef d'orchestre espagnol.
- 18 juillet : Jonathan Dove, compositeur anglais.
- 24 juillet : Louis Dunoyer de Segonzac, compositeur, hautboïste, arrangeur et chef d’orchestre français.
- 3 août :
  - Jean-Luc Chaignaud, baryton français.
  - Simon Keenlyside, baryton britannique.
- 9 août : Maria Guleghina, soprano soviétique.
- 11 août : Martin Smolka, compositeur tchèque.
- 13 août : Martyn Brabbins, chef d'orchestre britannique.
- 25 août : Luc Brewaeys, compositeur, chef d'orchestre, pianiste belge († 18 décembre 2015).
- 1er septembre : Lorenzo Ghielmi, organiste et claveciniste italien.
- 3 septembre : Andrew Lawrence-King, harpiste et chef d'orchestre britannique.
- 8 septembre : Raphaël Oleg, violoniste et altiste français.
- 9 septembre : Michael Alec Rose, compositeur américain.
- 12 septembre : Francis Duroy, violoniste français.
- 20 septembre : Joanna Domańska, pianiste polonaise.
- 24 septembre : 
  - Philippe Leroux, compositeur français.
  - Jonathan Plowright, pianiste britannique.
- 3 octobre : Pascal Zavaro, compositeur et percussionniste français.
- 14 octobre : Pierre-André Valade, chef d'orchestre français
- 16 octobre : Erkki-Sven Tüür, compositeur estonien.
- 24 octobre : Yakov Kreizberg, chef d'orchestre américano-autrichien d'origine russe († 15 mars 2011).
- 30 octobre :
  - Eric Mathot, contrebassiste, chef d'orchestre et pédagogue belge.
  - Jonathan Dunford, gambiste américain.
- 7 novembre : Richard Barrett, compositeur de musique de chambre et de musique électroacoustique.
- 9 novembre : Thomas Quasthoff, baryton-basse allemand.
- 27 novembre : Viktoria Mullova, violoniste russe.
- 30 novembre : Ana Lara, compositrice mexicaine.
- 11 décembre : Dominique de Williencourt, violoncelliste et compositeur français.
- 28 décembre : Sophie-Véronique Cauchefer-Choplin, organiste et improvisatrice française.
- 30 décembre : Antonio Pappano, chef d’orchestre et pianiste britannique.

### Date indéterminée
- Wolfgang Böhmer, compositeur et librettiste allemand.
- François Daudin Clavaud, flûtiste et compositeur français.
- Wolfgang Doerner, chef d'orchestre autrichien.
- Jean-Marc Duchenne, compositeur français de musique acousmatique.
- Jonathan Dunford, gambiste américain.
- Feliu Gasull i Altisent, guitariste et compositeur catalan.
- Kei Itoh, pianiste classique japonaise.
- Jacques Mauger, joueur de trombone français.
- Guido Morini, pianiste, organiste, claveciniste, musicologue et compositeur italien.
- Andrei Nikolsky, pianiste belge d'origine russe († 3 février 1995).
- John Palmer, compositeur, pianiste et musicologue britannique.
- Maurizio Pisati, guitariste et compositeur classique italien.
- Ulf Schirmer, chef d'orchestre allemand.
- Christine Schornsheim, claveciniste, organiste et pianiste allemande.
- Jean Sulem, altiste français.
- Miroslav Tadić, guitariste classique serbe.
- Laurent Teycheney, musicien, claveciniste et compositeur français.
- Marc Trautmann, chef d'orchestre français.
- Pierre-André Valade, chef d'orchestre français.
- Pierre-Henri Xuereb, altiste français.

## Décès

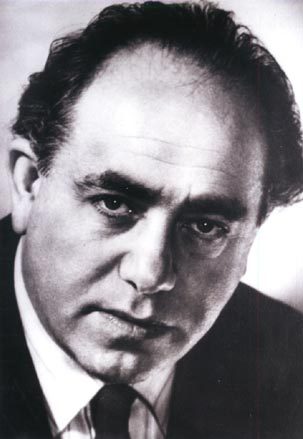
Eric Zeisl

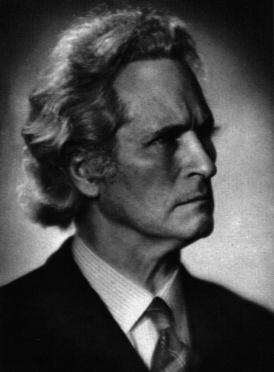
Yrjö Kilpinen

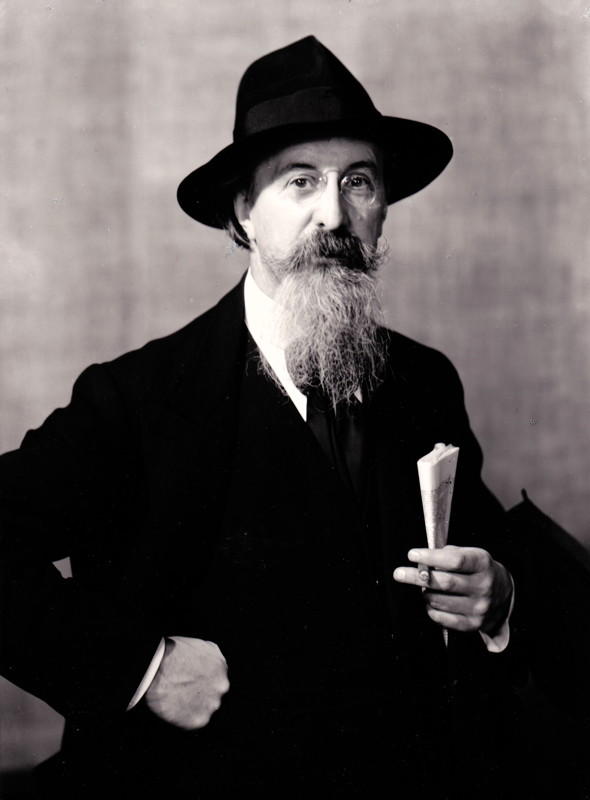
Jef van Hoof

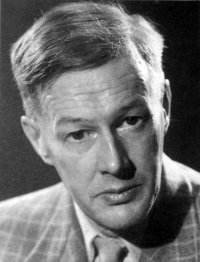
Robin Milford

- 11 janvier : Gerard Carbonara, compositeur, chef d'orchestre et violoniste américain (° 8 décembre 1886).
- 21 janvier : Lamar Stringfield, compositeur, flûtiste, musicologue et chef d’orchestre américain (° 10 octobre 1897).
- 30 janvier : Josip Hatze, compositeur et chef d'orchestre croate (° 21 mars 1879).
- 7 février : Shirō Fukai, musicien et compositeur japonais (° 4 avril 1907).
- 12 février : George Antheil, pianiste et compositeur américain (° 8 juillet 1900).
- 18 février : Eric Zeisl, compositeur et pédagogue (° 18 mai 1905).
- 26 février : Alfred Pochon, musicien vaudois (° 30 juillet 1878).
- 2 mars : Yrjö Kilpinen, compositeur finlandais (° 4 février 1892).
- 13 mars : Andrés Gaos, violoniste et compositeur argentin d'origine espagnole (° 31 mars 1874).
- 15 mars : Próspero Bisquertt Prado, compositeur chilien (° 8 juin 1881).
- 25 mars : Billy Mayerl, pianiste et compositeur anglais (° 31 mai 1902).
- 29 mars : Sara Wennerberg-Reuter, organiste et compositrice suédoise (° 11 février 1875).
- 13 avril : Eduard van Beinum, chef d'orchestre néerlandais (° 3 septembre 1900).
- 18 avril : Alice Wanda Landowski, musicologue française (° 28 novembre 1899).
- 22 avril : Claire Delbos, violoniste et compositrice française (° 2 novembre 1906).
- 24 avril : Jef van Hoof, compositeur flamand (° 8 mai 1886).
- 30 avril : Armand Marsick, compositeur belge (° 20 septembre 1877).
- 15 mai : Max d'Ollone, chef d'orchestre, compositeur et musicographe français (° 13 juin 1875).
- 19 mai : Margarete Teschemacher, soprano allemande (° 3 mars 1903).
- 25 mai : Ferdinand Frantz, chanteur d'opéra allemand (° 8 février 1906).
- 28 mai : Leff Pouishnoff, pianiste et compositeur ukrainien (° 11 octobre 1891).
- 8 juin : Pietro Canonica, sculpteur italien, également peintre, compositeur d'opéras, professeur des beaux-arts et sénateur à vie (° 1er mars 1869).
- 23 juin : Jean Gallon, compositeur et pédagogue français (° 25 juin 1878).
- 9 juillet : René Doire, chef d'orchestre et compositeur français (° 13 juin 1879).
- 15 juillet : Ernest Bloch, compositeur, violoniste, chef d'orchestre et pédagogue suisse naturalisé américain (° 24 juillet 1880).
- 7 août : Armas Launis, compositeur, ethno-musicologue, pédagogue, écrivain et journaliste finlandais (° 22 avril 1884).
- 9 août : Emil František Burian, journaliste, compositeur, poète, dramaturge et réalisateur tchèque (° 11 juin 1904).
- 16 août : Wanda Landowska, pianiste et claveciniste polonaise (° 5 juillet 1879).
- 28 août : Bohuslav Martinů, compositeur tchèque (° 8 décembre 1890).
- 22 septembre : Josef Matthias Hauer, compositeur et théoricien de la musique autrichien (° 19 mars 1883).
- 25 septembre : Ennio Porrino, compositeur et professeur italien (° 20 janvier 1910).
- 7 octobre : Mario Lanza, acteur et ténor italo-américain (° 31 janvier 1921).
- 19 octobre : Stanley Bate, compositeur et pianiste britannique (° 12 décembre 1911).
- 28 octobre : Egon Kornauth, chef d'orchestre et compositeur autrichien (° 14 mai 1891).
- 7 novembre : Alberto Guerrero, pianiste et pédagogue chilien naturalisé canadien (° 6 février 1886).
- 12 novembre : Achille Philip, organiste et compositeur français (° 12 octobre 1878).
- 17 novembre : Heitor Villa-Lobos, compositeur brésilien (° 5 mars 1887).
- 20 novembre : Hermann Weissenborn, baryton et professeur de chant allemand (° 10 septembre 1876).
- 26 novembre : Albert Ketèlbey, compositeur et chef d'orchestre anglais (° 9 août 1875).
- 9 décembre : Robin Milford, compositeur britannique (° 22 janvier 1903).
- 21 décembre : Matteo Tosi, prêtre, compositeur et maître de chapelle italien (° 3 juin 1884).